# Волтер Бреннан
Волтер Бреннан (англ. Walter Brennan; 25 липня 1894 — 21 вересня 1974) — американський актор. Бреннан виграв премію «Оскар» за найкращу чоловічу роль другого плану тричі, він був першим актором, який отримав цю нагороду, і станом на 2011 рік залишається рекордсменом за числом номінацій та нагород в цій категорії.

## Вибрана фільмографія
- 1925 — Калгарі Стампід / The Calgary Stampede — глядач (в титрах не вказаний)
- 1928 — Рекет / The Racket — лююдина в барбершопі (в титрах не вказаний)
- 1932 — Техаський циклон / Texas Cyclone — шериф Лью Коллінз
- 1932 — Закон з двома кулаками / Two-Fisted Law — заступник шерифа Бендікса
- 1933 — Людина-невидимка / The Invisible Man — власник велосипеду (в титрах не вказаний)
- 1935 — Шлюбна ніч / The Wedding Night — Білл Дженкінс
- 1940 — Північно-Західний прохід / Northwest Passage — «Ханк» Маррінер
- 1946 — Вкрадене життя
- 1946 — Моя дорога Клементина / My Darling Clementine — Ньюман Гейнс Клентон
- 1955 — Поганий день у Блек-Році / (Bad Day at Black Rock)  — Док Велі
- 1959 — Ріо Браво / Rio Bravo — Стампі
- 1962 — Як підкорили Захід / How the West Was Won — полковник Джеб Гокінс